# Exposition internationale de la houille blanche

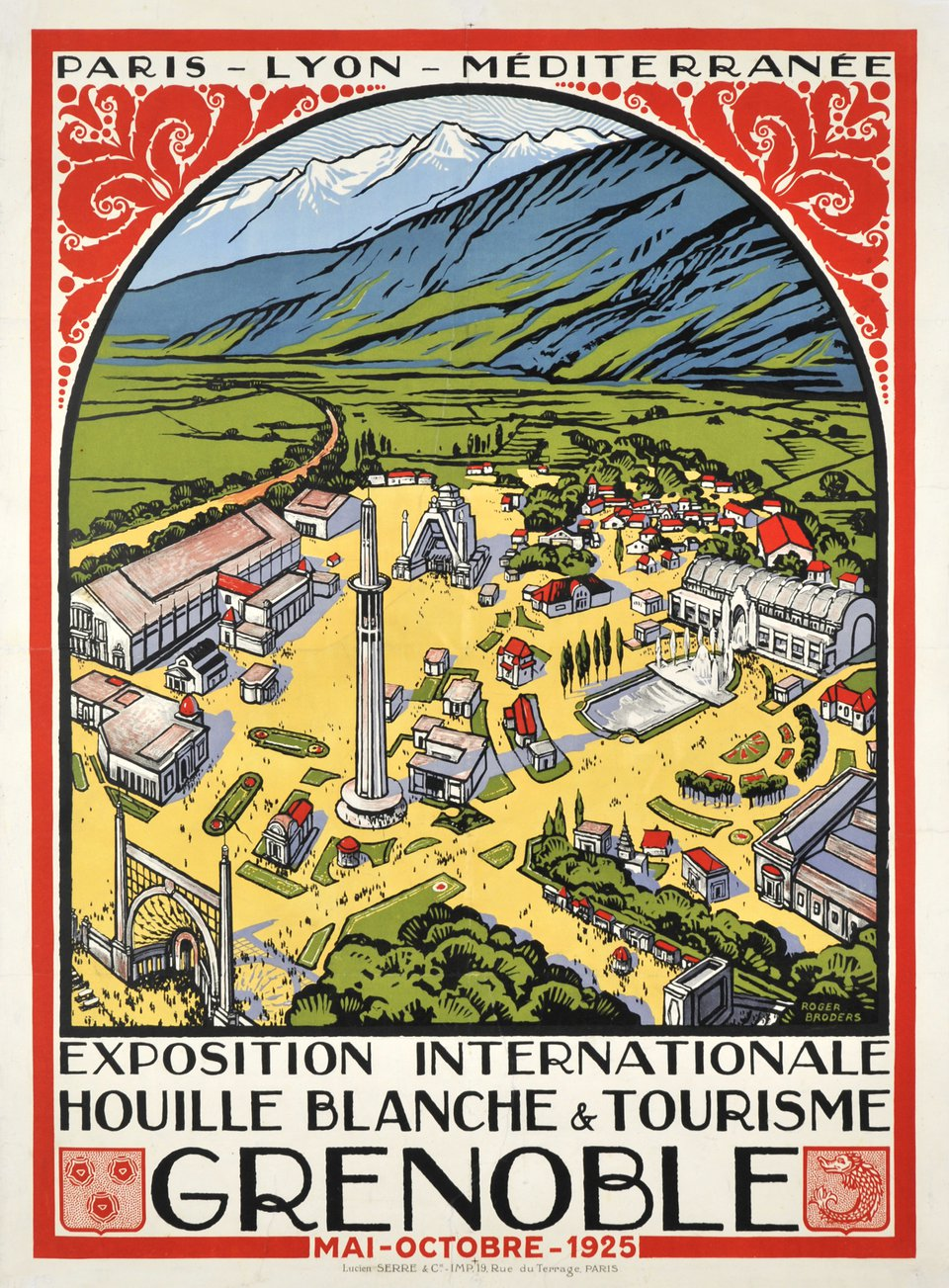
Von der Bahngesellschaft PLM gedrucktes Plakat zur Ausstellung

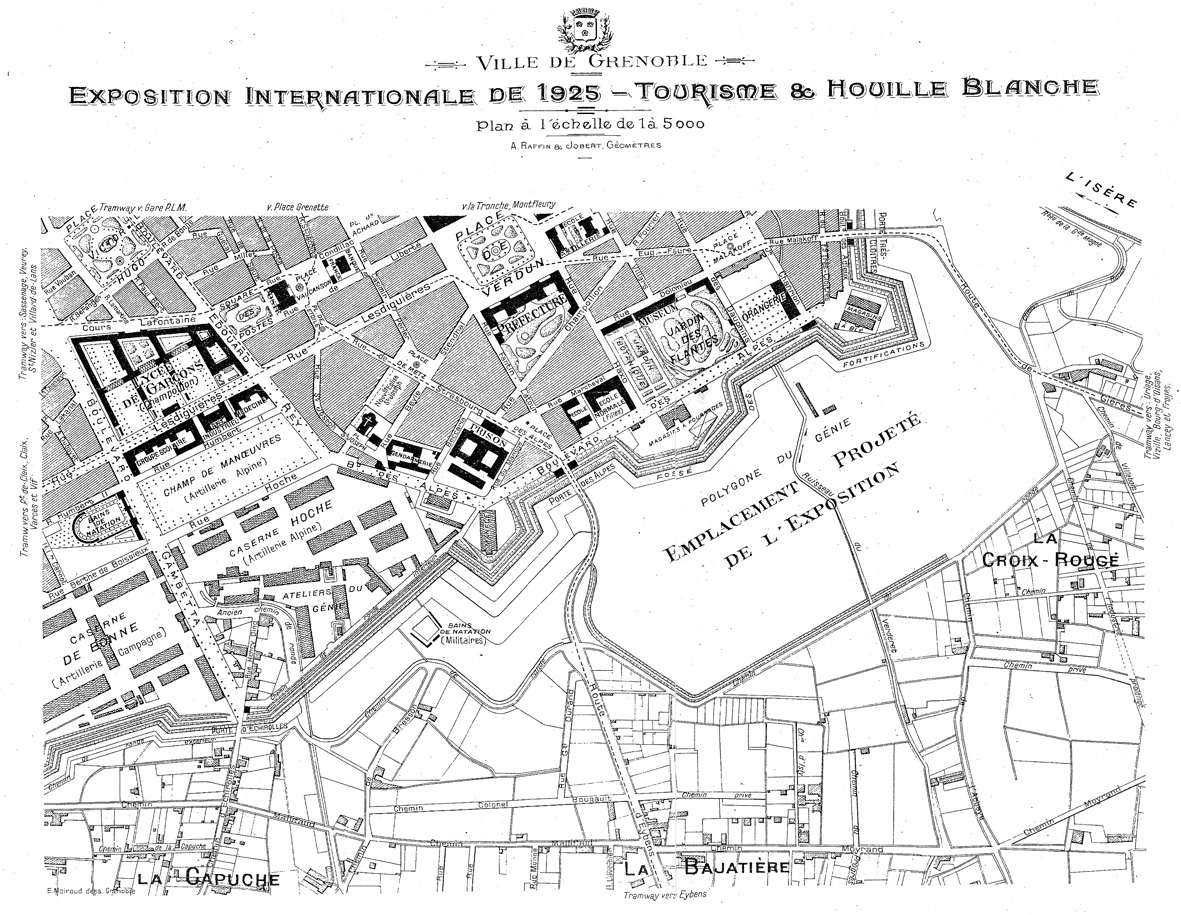
Areal vor der Ausstellung

L’Exposition internationale de la houille blanche et du tourisme (französisch für Internationale Wasserkraft- und Tourismus-Ausstellung, wörtlich: … weiße Kohle und Tourismus) fand 1925 im Osten von Grenoble, dem heutigen Parc Paul Mistral rund um den Tour Perret statt. Die Messe stand in der Tradition ähnlicher Ausstellungen 1914 (in Lyon) und dem Congrès de la houille blanche 1902 (Kongress der weißen Kohle).

## Hintergrund
Im Jahr 1923 wurde Léon Jaussely (1875–1932) als Architekt und Stadtplaner beauftragt, die Bebauung des 20 ha großen Geländes in Grenoble für die Internationale Wasserkraft-Ausstellung zu planen. Als Nebenziel beabsichtigte die Stadt mit damals 100 000 Einwohnern, dieses Areal zu erweitern. In Zusammenarbeit mit der Bahngesellschaft Compagnie des chemins de fer de Paris à Lyon et à la Méditerranée (PLM) entwickelte die Stadt im Bezirk Bajatière ein Projekt zur Entwicklung einer hundertjährigen Stadtplanung. Nach 1930 wurde dieses Gelände Teil einer neuen Ausstellungsfläche, die auch bei den Olympischen Winterspielen 1968 miteinbezogen wurde.
Grenoble war bis zum Ende des 19. Jahrhunderts eine Festungsstadt („place forte“). Raumgreifende Pläne sprengten dieses alte Korsett und entwickelten eine Stadterneuerung in südliche und östliche Richtung. Planungen großzügiger Boulevards und neuer Stadtquartiere wie das „Projet Mutualité“ gehörten ebenso dazu. Der unmittelbar vor den Festungsmauern gelegene Platz Polygone du Génie sollte in das Ausstellungsgelände umgewandelt werden („Création d’un polygone exceptionnel de la Croix-Rouge“). Per Dekret vom 10. Februar 1913 wurde trotz des Widerstandes der Militärs renaturiert, aber erst 1923 endgültig für die Ausstellung mit der Begründung vorbereitet: „parc un peu sauvage, peuplé de beaux arbres, facile à transformer en un jardin ombragé“ („etwas verwilderter Park mit einigen wenigen Bäumen, einfach in einen schattigen Garten umzuwandeln“).
Grenoble war von Beginn der elektrischen Stromerzeugung an Zentrum der Elektrifizierung: 1883 war es  Marcel Depréz gelungen, über eine Strecke von 14 Kilometern Gleichstrom nach Grenoble ins alte Kornhaus zu übertragen. Ein von einer Wasserturbine angetriebener Generator im Zementwerk in Vizille erzeugte 3146 V bei 1140/min, ein Motor in Grenoble lief bei gemessener Spannung von 2231 V mit einer Drehzahl von 875/min. War es bei der ersten Konferenz 1902 noch um Konzessionen und Nutzungsrechte gegangen, wurden jetzt vor allem die Anwendungen der Elektrizität präsentiert sowie Werbung für den Tourismus in der Region seiner Entstehung gemacht.
Einen wesentlichen Beitrag der Nutzung der Wasserkraft an diesem Ort hatte aber vor allem Aristide Bergès. Der Standort der Messe muss daher als Würdigung dieser Leistungen gesehen werden. Aristide Bergès, auf den die Bezeichnung Weiße Kohle zurückgeht, hat sich im Rahmen seiner eigenen Unternehmerschaft sehr für die Wasserkraft eingesetzt.

„Cette nouvelle force industrielle est appelée d’un nom définitiv: la houille blanche. De la houille blanche, dans tout cela, il n’y en a pas; ce n’est évidemment qu’une métaphore. Mais J’ai voulu employer ce mot pour frapper l’imagination et signaler avec vivacité que les montagnes et les glaciers peuvent, étant employés en forces motrices, être, pour leur région et pour l’Etat, des richesses aussi précieuses que la houille des profondeurs.“

„Diese neue industrielle Kraft wird mit einem bestimmten Namen benannt: Weiße Kohle. Weiße Kohle gibt es natürlich nicht; dies ist nichts anderes als eine offensichtliche Metapher. Aber ich wollte das Wort verwenden, um die Phantasie zu beflügeln und intensiv zu berichten, dass die Berge und Gletscher, die die Antriebskräfte bereitstellen, für ihre Region und für den Staat solch ein ebenso kostbares Gut sind wie die Kohle aus der Tiefe.“

## Ausstellung
Die Ausstellung war überaus erfolgreich. Innerhalb von fünf Monaten kamen über eine Million Besucher. Sie gliederte sich in drei Teile: Die eigentliche Weiße Kohle, Industrie und Telegraphie sowie der Tourismusbereich. Zahlreiche innovative und sehenswerte Bauwerke waren errichtet worden. Am Eingang das 18 Meter hohe, filigrane Eingangstor, an zentraler Stelle der Aussichtsturm Tour Perret, der über hundert Meter lange, zentrale Pavillon Palais de la houille blanche, das 140 Meter lange Palais des transports et industries touristiques, das 90 Meter lange Palais des chemins de fer, das Afrikanische Dorf mit Repräsentanz aus dem Kongo, Niger, Sudan und Mauretanien, Länderpavillons von Schweden und Italien, der Ausländerpavillon mit Vertretungen Großbritanniens, Deutschlands, Norwegens und einigen weiteren, damals wichtigen Industrienationen sowie weiteren Ausstellungspavillons naher Berufsgruppen wie die der Förster, der Tourismusbranche und der regionalen Handwerkskunst. Der knapp 100 Meter hohe Aussichtsturm aus Beton ist das letzte Bauwerk, das von damals erhalten ist.

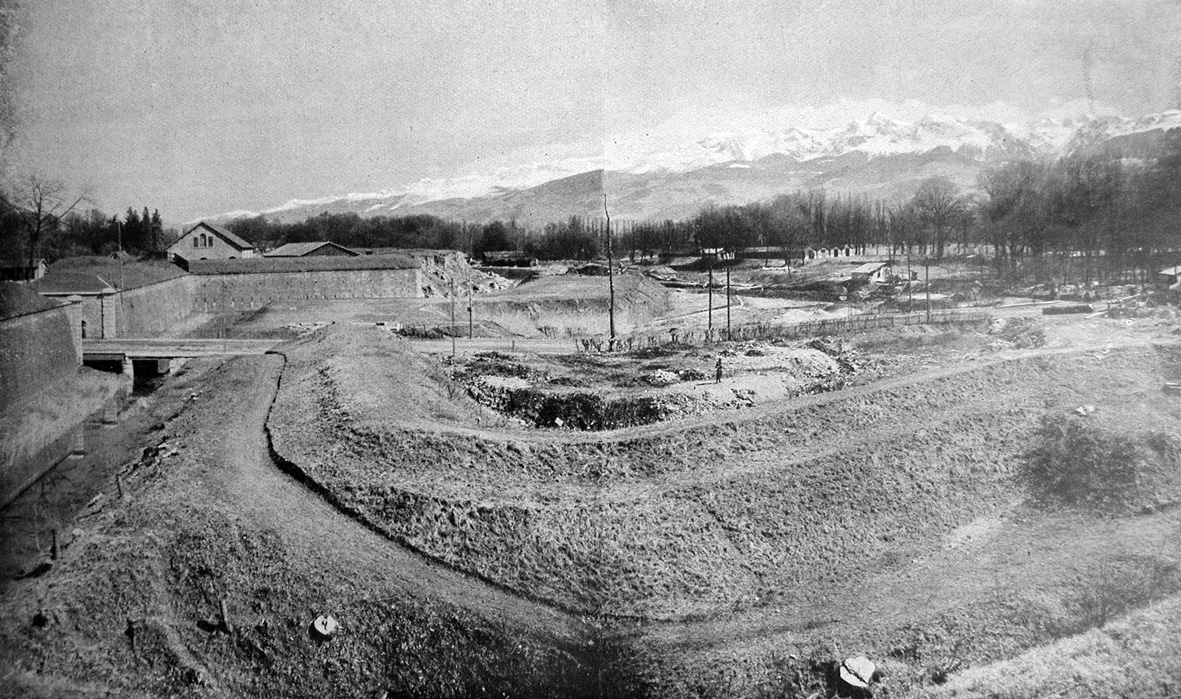
Gelände vor der Arrondierung
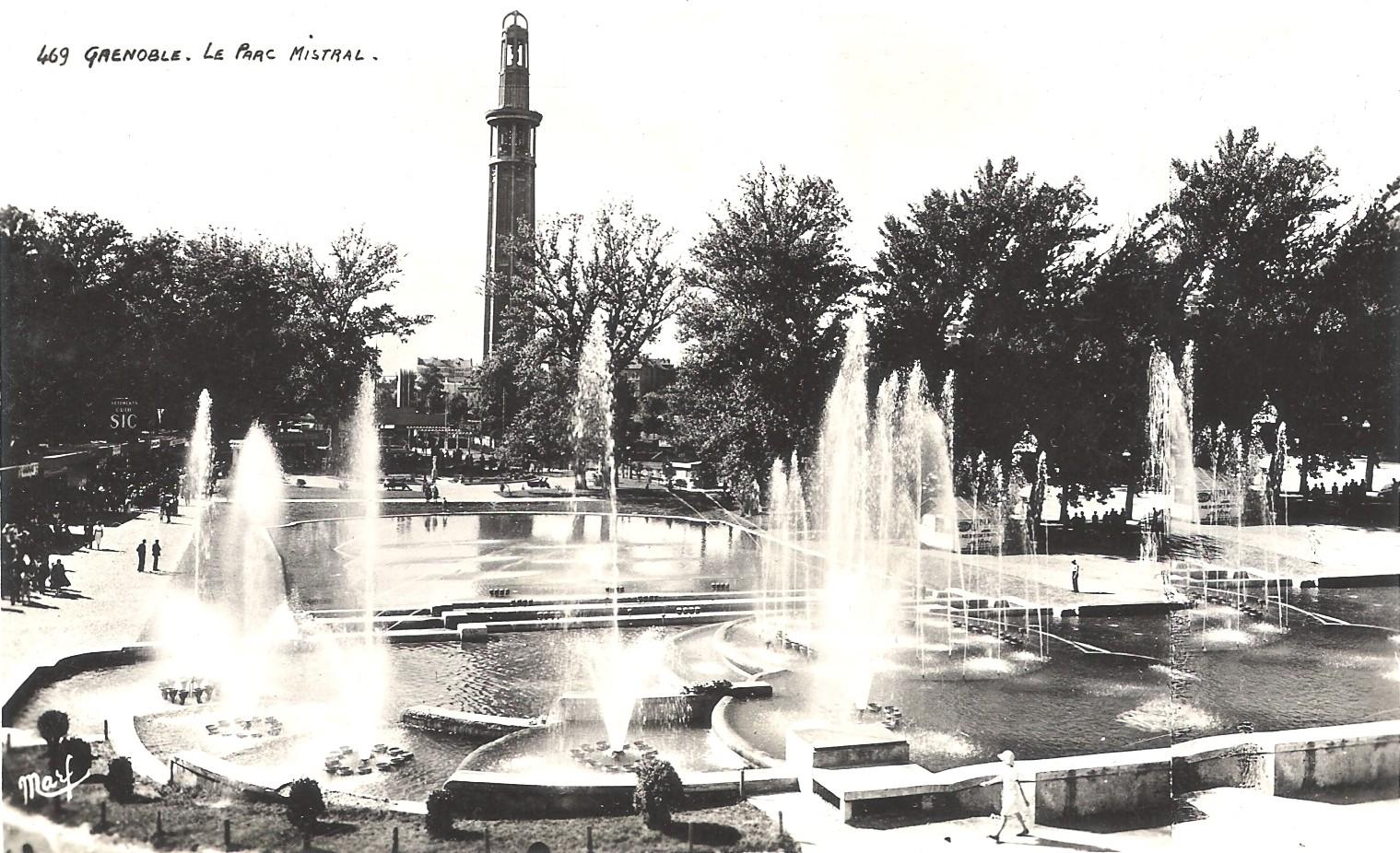
Springbrunnenanlage mit zentralem Aussichtsturm
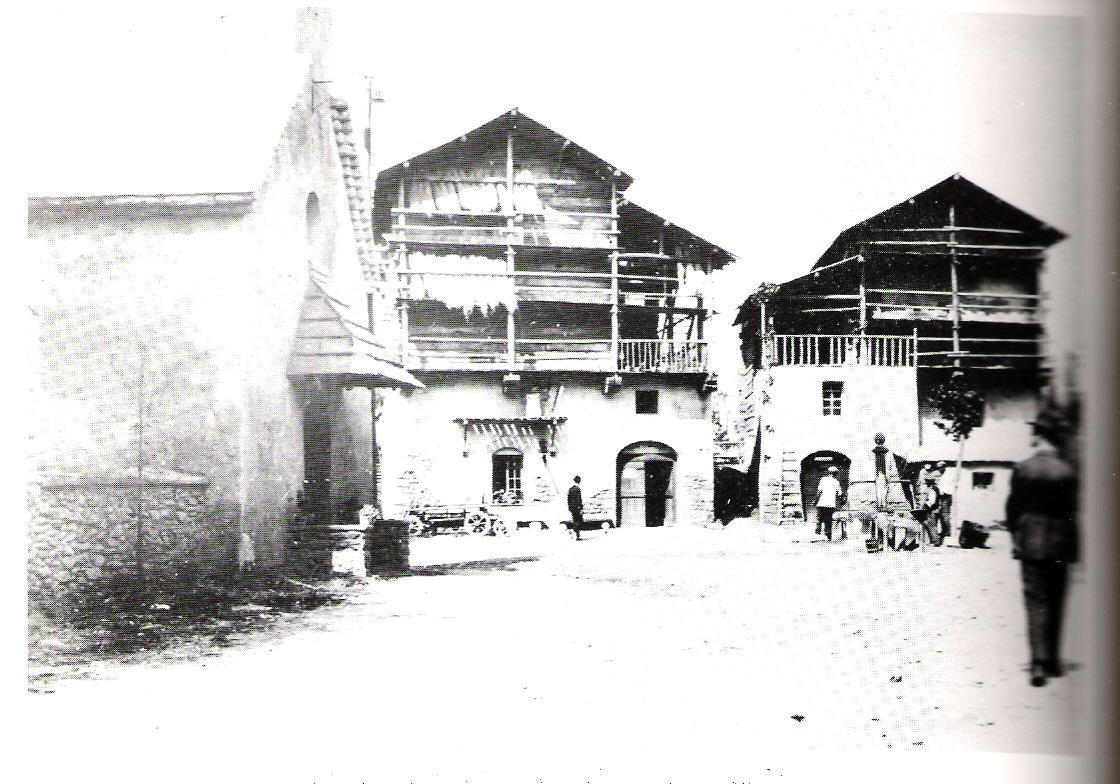
Alpendorf
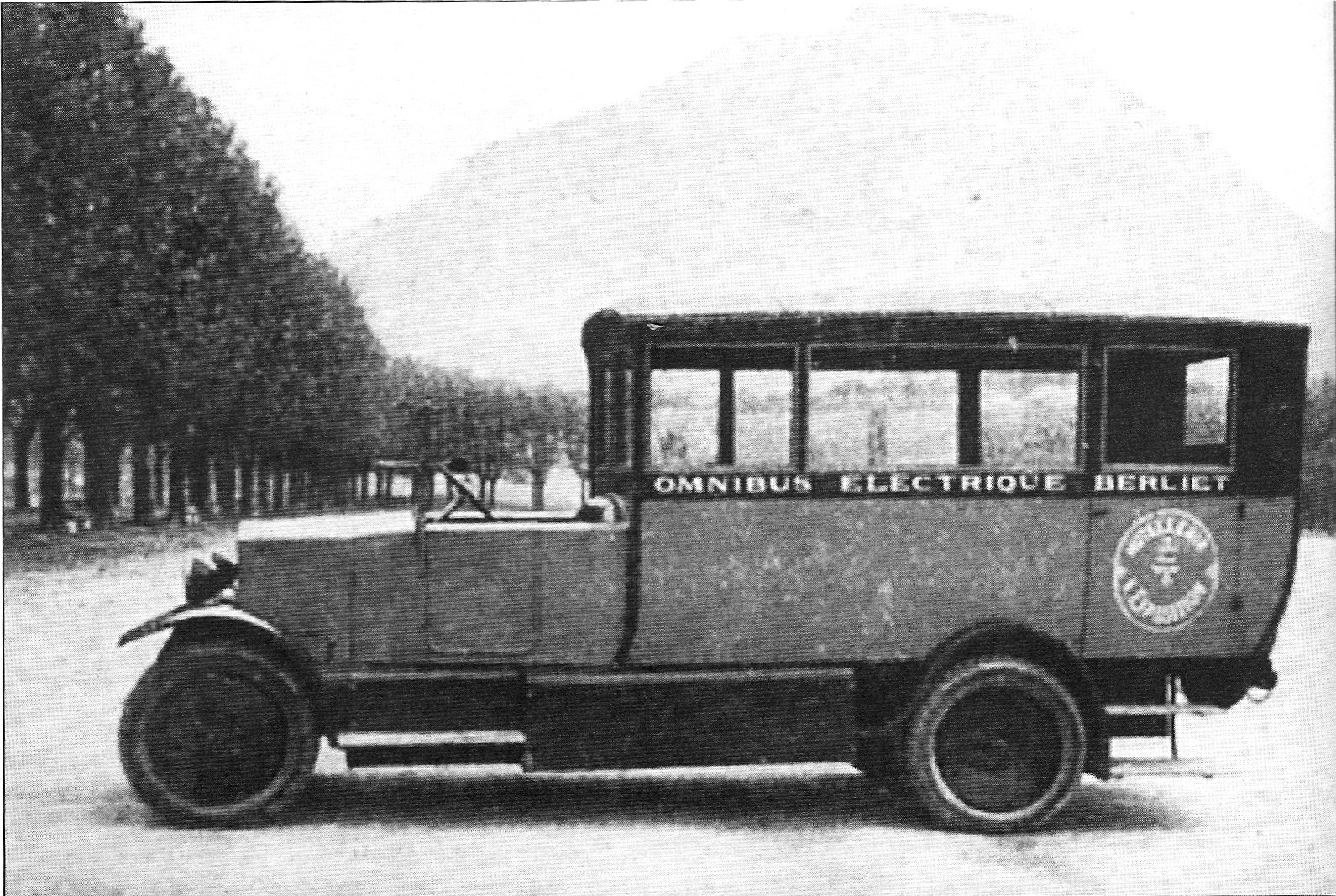
Elektrobus

Als besonders imposant wurde die beleuchtete Springbrunnenanlage sowie das mit 40.000 Glühbirnen und 40 Kilometer Kabel illuminierte Ausstellungsgelände angesehen. Auch das rekonstruierte Alpendorf samt Kapelle und Brunnen fand besondere Beachtung. Diese Rekonstruktion der Inneneinrichtung war möglich dank der Zusammenarbeit mit dem Kurator des Museum Dauphinois Hippolyte Müller (1865–1933), der in einer langen Verwaltungsarbeit Möbel und Dekorationen der Handwerker und Händler einschließlich denen des Lebensmittelhändlers kaufte. Die Gegenstände stammten von dem 20 Kilometer westlich von Grenoble liegenden Saint-Vérand.

## InternierungsortPalais de la houille blanche
Mit dem Ende des Spanischen Bürgerkriegs strömten 1938/39 Zehntausende republikanische Spanier in den Süden und Südwesten von Frankreich, wo zu deren Unterbringung riesige und nur unzureichend ausgestattete Lager entstanden (z. B. Internierungslager Argelès-sur-Mer, Internierungslager Barcarès, Internierungslager Saint-Cyprien). Zur Entlastung dieser Strandlager wurden deren Insassen allmählich über ganz Frankreich in sogenannte „Aufnahmezentren“ (centres d'accueils) verteilt. Zu einem dieser Zentren wurde im Februar 1939 das Palais de la Houille Blanche bestimmt, in das fast 2.000 Spanier verlegt wurden. Wegen der schlechten sanitären Bedingungen wurden die Internierten jedoch bald in das Internierungslager Arandon verlegt. Als kleinere Lager bleiben in Grenoble bis November 1939 noch das Hôpital de la Tronche und ab November 1939 dann das Hôpital de Tullins bestehen.